# Winner
Winner és una població dels Estats Units a l'estat de Dakota del Sud. Segons el cens del 2000 tenia 3.137 habitants.

## Demografia
Segons el cens del 2000, Winner tenia 3.137 habitants, 1.359 habitatges, i 803 famílies. La densitat de població era de 786,5 habitants per km².
Dels 1.359 habitatges en un 26,3% hi vivien nens de menys de 18 anys, en un 47,8% hi vivien parelles casades, en un 7,4% dones solteres, i en un 40,9% no eren unitats familiars. En el 36,9% dels habitatges hi vivien persones soles el 21,1% de les quals corresponia a persones de 65 anys o més que vivien soles. El nombre mitjà de persones vivint en cada habitatge era de 2,24 i el nombre mitjà de persones que vivien en cada família era de 2,93.
Per edats la població es repartia de la següent manera: un 24,9% tenia menys de 18 anys, un 6,1% entre 18 i 24, un 24,4% entre 25 i 44, un 19,5% de 45 a 60 i un 25,2% 65 anys o més.
L'edat mediana era de 42 anys. Per cada 100 dones de 18 o més anys hi havia 84,9 homes.
La renda mediana per habitatge era de 26.277 $ i la renda mediana per família de 38.472 $. Els homes tenien una renda mediana de 26.858 $ mentre que les dones 20.613 $. La renda per capita de la població era de 15.717 $. Entorn del 10,7% de les famílies i el 16% de la població estaven per davall del llindar de pobresa.

## Poblacions més properes
El següent diagrama mostra les poblacions més properes.